# رفيق بودربال
رفيق بودربال  (1987 الجزائر) هو لاعب كرة قدم جزائري.

## روابط خارجية
- رفيق بودربال على موقع رابطة كرة القدم الفرنسية للمحترفين (الإنجليزية)
- رفيق بودربال على موقع قاعدة بيانات كرة القدم.إي يو (الإنجليزية)
- رفيق بودربال على موقع ليكيب (الفرنسية)
- رفيق بودربال على موقع Soccerway.com (الإنجليزية)